# ریکاکو آیدا
ریکاکو آیدا (انگلیسی: Rikako Aida؛ زادهٔ ۸ اوت ۱۹۹۲) صداپیشگی در ژاپن، بازیگر، و خواننده اهل ژاپن است. وی از سال ۲۰۱۴ میلادی تاکنون مشغول فعالیت بوده‌است.